# Jacaraú (kommun)
Jacaraú är en kommun i Brasilien.   Den ligger i delstaten Paraíba, i den östra delen av landet, 1 700 km nordost om huvudstaden Brasília. Antalet invånare är 13 952.
Följande samhällen finns i Jacaraú:
- Jacaraú

Omgivningarna runt Jacaraú är huvudsakligen savann. Runt Jacaraú är det ganska glesbefolkat, med 47 invånare per kvadratkilometer.